# Aliens (singolo)
Aliens (stilizzato A L I E N S) è un singolo del gruppo musicale britannico Coldplay, pubblicato il 16 giugno 2017 come terzo estratto dall'ottavo EP Kaleidoscope EP.

## Descrizione
Coprodotto da Brian Eno (autore del brano insieme al gruppo) e da Markus Dravs, il singolo è stato pubblicato dal gruppo con l'intento di supportare la Migrant Offshore Aid Station, una organizzazione non governativa che aiuta i migranti e i rifugiati in pericolo nel Mar Mediterraneo.

## Video musicale
In concomitanza con il lancio del singolo, il gruppo ha reso disponibile il relativo lyric video, diretto da Diane Martel e Ben Jones e girato in animazione.

## Tracce
Download digitale
1. Aliens – 4:42

Download digitale – remix
1. Aliens (Markus Dravs Remix) – 7:05

## Formazione
Gruppo
- Chris Martin – voce, pianoforte
- Jonny Buckland – chitarra
- Guy Berryman – basso
- Will Champion – batteria

Altri musicisti
- John Metcalfe – strumenti ad arco
- Davide Rossi – strumenti ad arco
- Brian Eno – chitarra e cori aggiuntivi

Produzione
- Rik Simpson – produzione
- Daniel Green – produzione
- Bill Rahko – produzione
- Brian Eno – coproduzione
- Markus Dravs – coproduzione

## Classifiche
| Classifica (2017)  | Posizione massima |
| ------------------ | ----------------- |
| Stati Uniti (rock) | 17                |